# 洛蕾塔·多尔曼
洛蕾塔·多尔曼（英語：Loretta Dorman，1963年7月23日—），澳大利亚女子曲棍球运动员。她曾代表澳大利亚国家队参加1984年和1988年夏季奥林匹克运动会曲棍球比赛，其中1988年奥运会获得一枚金牌。